# Mistrzostwa Polski w kolarstwie przełajowym 1959
Mistrzostwa Polski w kolarstwie przełajowym 1959 odbyły się w Warszawie.

## Wyniki
- Eligiusz Grabowski (Gwardia Warszawa)[1]
- Janusz Paradowski (Warszawianka)
- Jerzy Kubaszewski (Gwardia Warszawa)